# Fissiscapus fractus
Fissiscapus fractus is een spinnensoort uit de familie hangmatspinnen (Linyphiidae). De soort komt voor in Colombia.